# Orzysz
Pour la gmina, voir Orzysz (gmina).
Orzysz (en allemand Arys, en vieux-prussien Aris) est une ville polonaise de la voïvodie de Varmie-Mazurie.

## Historique
Des restes datant de l'âge du bronze ont été découverts en 1867. C'est à l'ouest du lac d'Arys qu'est fondé au Moyen Âge un village du nom de Neudorf, puis le village d'Arys reçoit des privilèges en 1443 de la part du grand maître de l'Ordre Teutonique, Konrad von Erlichshausen, avec le colon Lorenz Polun en tant que locator. L'endroit est à nouveau mentionné en 1507 lorsque le commandeur von Rhein y érige un petit château avec une exploitation agricole, à laquelle deux moulins et plusieurs bateaux de pêche sont rattachés, ainsi qu'une église, où l'on prêcha en dialecte mazurien, jusqu'en 1702.
Lorsque l'Ordre Teutonique se sécularise sous le magistère d'Albert de Brandebourg en 1525 et passe à la réforme luthérienne, Arys devient un village de district au sein du duché de Prusse et l'on y ouvre une école paroissiale. Il est incendié pendant une incursion tatare (supplétifs des Polonais) en 1656. Puis la peste, qui sévit dans une majeure partie de la Prusse, décime la plupart des habitants du village de 1709 à 1711. Cette catastrophe provoque le repeuplement du village par de nouveaux colons, tant et si bien qu'Arys obtient les privilèges de ville en 1725, sous le règne de Frédéric-Guillaume Ier de Prusse. C'est une des plus petites villes de Mazurie avec presque un millier d'habitants à l'époque.
Les troupes russes occupent la petite ville pendant quatre ans à l'époque de la Guerre de Sept Ans, puis une garnison de l'armée royale prussienne y stationne. Seize mille soldats russes y établissent leur quartier en janvier et février 1807 pendant la campagne de Russie de Napoléon. La Grande Armée y stationne à son tour à partir de juillet 1807, faisant peser sur les habitants le poids de leur hébergement et de leur ravitaillement. Les soldats français reviennent en 1812, pendant la retraite de Russie.
la ville d'Arys est victime d'un incendie en 1826. Sept-cents habitants perdent leur maison et deux-cents habitants quittent la ville, si bien qu'il n'y a plus que neuf-cents habitants. La réforme administrative de 1818 place Arys dans l'arrondissement de Johannisburg qui fait partie du district de Gumbinnen au sein de la province de Prusse-Orientale. La plupart des habitants vivent d'agriculture et de commerce de produits agricoles, de pêche et d'artisanat. Trois mille hectares de terres arables sont gagnés sur le lac d'Arys entre 1861 et 1867. une certaine impulsion économique lui est donnée lorsque l'armée prussienne y installe des troupes en garnison à partir de 1891.
La population d'Arys se chiffre à 1 324 habitants en 1890. Elle est reliée relativement tard au réseau de chemin de fer. Ce n'est qu'en 1905 que Johannisburg est reliée à Arys. Un an plus tard on ouvre la ligne jusqu'à Lötzen et l'on met en activité la ligne Sensburg-Lyck, seulement en 1915. La guerre de 1914-1918 est catastrophique pour la ville. Elle est occupée du 21 août 1914 au 8 septembre 1914 par les troupes impériales russes et à nouveau du 10 novembre 1914 au 12 février 1915 et elle est incendiée et saccagée. La Ostpreußenhilfe (ou société d'entraide et de reconstruction est-prussienne) parvient, même avant la fin de la guerre, à rebâtir la ville, avec l'aide de la Saxe.
Arys, qui était de majorité allemande (contrairement aux villages environnants), est consultée par le vote d'après le traité de Versailles, qui devait interroger les habitants sur leur appartenance à l'Allemagne ou à la nouvelle Pologne. Tous les habitants sans exception, même la minorité mazurienne, votent la fidélité à l'Allemagne. Ceci a pour conséquence aussi un afflux de population germanophone chassée des parties de l'ancienne province de Prusse-Occidentale, devenues polonaises. Ainsi Arys passe de 2 201 habitants en 1910 à 2 848 habitants en 1924. La population monte à 3 553 habitants en 1939.
Arys tombe, sans combat et sans être endommagée, devant l'Armée rouge, le 23 janvier 1945. Une quarantaine de maisons est brûlée par les soldats soviétiques, par vengeance des faits commis naguère par la Wehrmacht en Russie. Tous les habitants qui étaient restés sont expulsés entre janvier et août 1945. Ils sont remplacés par des réfugiés polonais de l'est. Ce changement de population met fin à l'histoire allemande de la ville qui est désormais baptisée Orzysz et se trouve à l'intérieur des frontières de la république populaire de Pologne, selon les souhaits de Staline.

## Jumelages
La ville d'Orzysz est jumelée avec :
- Zgierz (Pologne)
- Kropp (Allemagne)
- Volodymyr-Volynskyï (Ukraine)
- Skuodas (Lituanie)